# Mahakam
De rivier Mahakam stroomt door Indonesië over een afstand van 980 km vanuit de hooglanden van het eiland Borneo tot aan de monding in de Straat Makassar. Samarinda, de hoofdstad van Oost-Kalimantan, ligt langs de rivier, 48 km vanaf de monding.

## Achtergrond
De Mahakam is de grootste rivier van Oost-Kalimantan met een stroomgebied van circa 77.100 km². Het stroomgebied ligt tussen 2° noorderbreedte en 1° zuiderbreedte en tussen 113° oosterlengte en 118° oosterlengte. De rivier vindt haar oorsprong in de Cemaru, waar zij naar het zuidoosten stroomt en samenvloeit met de Kedang Pehu nabij de stad Maura Pahu. Vanaf daar stroomt de rivier in oostelijke richting door de merenstreek van Mahakam, welke een vlak tropisch laagland is, omringd door veengrond.
- Virtual International Authority File: 315526605